# 西日本グランプリ
西日本グランプリ（にしにほんグランプリ）とは、福山市競馬事務局が福山競馬場のダート2250メートルで施行していた競馬の重賞競走である。
福山競馬において初めて設置された、地方競馬他地区とのサラブレッド系交流重賞競走である。2011年までの正式名称は「スポーツニッポン杯 西日本グランプリ」であり、スポーツニッポン新聞社が優勝杯を提供していた。
2012年時点での負担重量は定量、総額賞金は280万円で1着賞金200万円、2着賞金46万円、3着賞金18万円、4着賞金10万円、5着賞金6万円と定められている。

## 歴史
- 2008年 - 福山競馬場のダート1800mにて、サラブレッド系4歳以上の西日本地区（近畿・中国・四国・九州）所属馬による重賞競走として創設[1]。なお、創設年は「スポニチ創刊60周年記念 西日本グランプリ」の名称で施行[2]。負担重量は規定。
- 2009年
  - 施行距離を現在のダート2250mに変更。
  - 出走資格を「サラブレッド系4歳以上の北陸・東海・近畿・中国・四国・九州所属馬」に変更（金沢・愛知・笠松所属馬の出走が可能となる）。
  - 当年のみ、「開設60周年記念 スポーツニッポン杯 西日本グランプリ」の名称で施行[3]。
  - 高知のフサイチバルドルが当時の福山競馬場のダート2250mのコースレコード2:34.1で優勝[4]。
  - 高知の赤岡修次が騎手として史上初の連覇[4]。
  - 高知の田中守が調教師として史上初の連覇[4]。
- 2010年
  - 負担重量を「規定重量」から「別定重量」に変更。
  - 愛知のヒシウォーシイが福山競馬場のダート2250mのコースレコード2:30.9で優勝[5]、福山のナムラベンケイが2009年10月25日に記録したコースレコード2:33.7を大幅に更新。
- 2011年
  - 負担重量を「別定重量」から「定量」に変更。
  - 愛知のヒシウォーシイがコースレコードを更新[6]。また競走馬として史上初の連覇。
  - 愛知の岡部誠が騎手として2人目の連覇。
  - 愛知の川西毅が調教師として2人目の連覇。
- 2012年 - 競走名から「スポーツニッポン杯」が外れる。

### 歴代優勝馬
| 回数      | 施行日        | 優勝馬           | 性齢 | 所属 | タイム | 優勝騎手 | 管理調教師 | 馬主              |
| --------- | ------------- | ---------------- | ---- | ---- | ------ | -------- | ---------- | ----------------- |
| （第1回） | 2008年6月01日 | スペシャリスト   | 牡6  | 高知 | 1:59.0 | 赤岡修次 | 田中守     | 野本稔子          |
| 第2回     | 2009年6月22日 | フサイチバルドル | 騸8  | 高知 | 2:34.1 | 赤岡修次 | 田中守     | （組）KSDドリーム |
| 第3回     | 2010年6月28日 | ヒシウォーシイ   | 牡5  | 愛知 | 2:30.9 | 岡部誠   | 川西毅     | 竹内三年          |
| 第4回     | 2011年5月23日 | ヒシウォーシイ   | 牡6  | 愛知 | 2:29.6 | 岡部誠   | 川西毅     | 竹内三年          |
| 第5回     | 2012年6月10日 | レイズミーアップ | 騸6  | 佐賀 | 2:33.8 | 真島大輔 | 真島元徳   | 平井裕            |